# Neulinger Dorfstraße 19
Der Hof Neulinger Dorfstraße 19 ist ein Bauerngehöft in der Ortschaft Neulingen im Altmarkkreis Salzwedel.

## Baubeschreibung
Die Hofanlage ist ein Bauernhofensemble in Fachwerkbauweise mit ausgemauerten Gefachen und Mauerziegeln. Sie gehört zu den ältesten Bauten von Neulingen. Der Vierseithof besteht aus Wohn- und Stallgebäuden. Im Westbereich des Areals weisen die Gebäude verschiedene Friese und Fialen auf.
Das Ensemble steht unter Denkmalschutz und ist im Denkmalverzeichnis von Sachsen-Anhalt unter der Erfassungsnummer 094 61116 als Baudenkmal eingetragen.

## Nutzung
Das Areal wird als „Landhof Neulingen“ vermarktet und besteht unter anderem aus einem Gartencafé, das mit dem alten Backhaus betrieben wird, einem Dorfgemeinschaftsladen, der vor allem Produkte aus der Altmark und anderen Regionen Sachsen-Anhalts, aber auch Dienstleistungen anbietet, und einer Bibliothek.
Aufmerksamkeit erlangte der Hof 2025, da dort der Film In die Sonne schauen gedreht wurde, der auf dem Filmfestival von Cannes Premiere hatte.